# Myx
Myx är en filippinsk kabel-TV-kanal som ägs av ABS-CBN.